# رادلین (استان لهستان بزرگ‌تر)
رادلین (به لهستانی:  Radlin) یک روستا در لهستان است که در گمینا یاروچین (استان لهستان بزرگ‌تر) واقع شده‌است.